# Ozzie Nelson

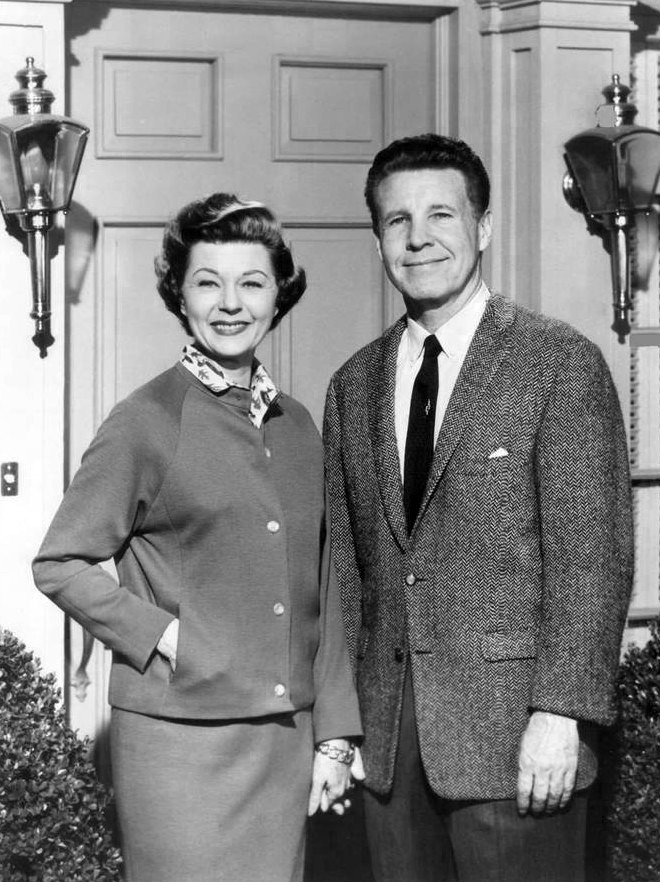
Harriet en Ozzie Nelson in 1964

Oswald George "Ozzie" Nelson (Jersey City, 20 maart 1906 – Hollywood, 3 juni 1975) was een Amerikaanse bigband-leider, zanger, acteur, televisieproducer en regisseur. Hij figureerde met zijn gezin in een serie radio- en televisieprogramma's, getiteld "The Adventures of Ozzie and Harriet". De televisieserie, die synoniem werd met het ideale Amerikaanse gezinsleven in de jaren vijftig, was de langstlopende sitcom in de Amerikaanse televisiegeschiedenis.

## Biografie
Nelson was als tiener goed in sport (boksen en football), maar hield ook van muziek en speelde achtereenvolgens de ukelele en banjo. Hij vormde een duo en later een groep met pianist Frank Leithner en leerde zichzelf saxofoon spelen. Nelson studeerde aan de Rutgers University en enige tijd aan Rutgers School of Law-Newark. Als student verdiende hij bij door saxofoon te spelen in een swingband en als football-coach. Tijdens de Depressie besloot hij de muziek in te gaan en hij richtte een band op, de Ozzie Nelson Band. De groep verscheen op de radio en had enig succes. In 1930 nam de groep op initiatief van de manager een getruukte reuzenstap richting roem, door bij een populariteitspoll van de New York Daily Mirror op honderden bonnen van verzamelde kranten de naam van zijn band op plaats één te zetten en op te sturen. Zo werd de Ozzie Nelson Band de populairste van allemaal, nog boven de groepen van Rudy Vallee en Paul Whiteman. Dankzij deze 'uitverkiezing' mocht de band spelen in het grote Glen Island Casino op Long Island. Het was de eerste swingband die dit casino liet optreden, en later zouden er nog vele volgen: het casino werd erdoor beroemd. De groep van Nelson groeide daadwerkelijk uit tot een populaire band.
Vanaf 1930 maakte het orkest platen voor allerlei platenlabels die het goed deden. Ze maakten opnames voor Brunswick (1930-1933), Vocalion (1933-1934), Brunswick (1934-1936), Bluebird (1937-1941), Victor (1941) en de jaren erop weer voor Bluebird. Op deze platen, die varieerden van swing tot zoetgevooisde nummers, speelde hij tenorsaxofoon, maar tevens was vaak zijn stem te horen.
Nelson zong met een kalme, soepele stijl en vanaf augustus 1932 deed hij dat in duetten met Harriet Hilliard, met wie hij in 1935 trouwde en twee kinderen kreeg. In 1934 had hij een hit met "Over Somebody Else's Shoulder" en in 1935 stond hij zelfs een week op nummer 1 in de Amerikaanse hitlijst met "And Then Some". Verschillende songs waren van zijn hand, zoals "Wave the Stick Blues", "Subway", "Jersey Jive", "Swingin' on the Golden Gate" en "Central Avenue Shuffle".

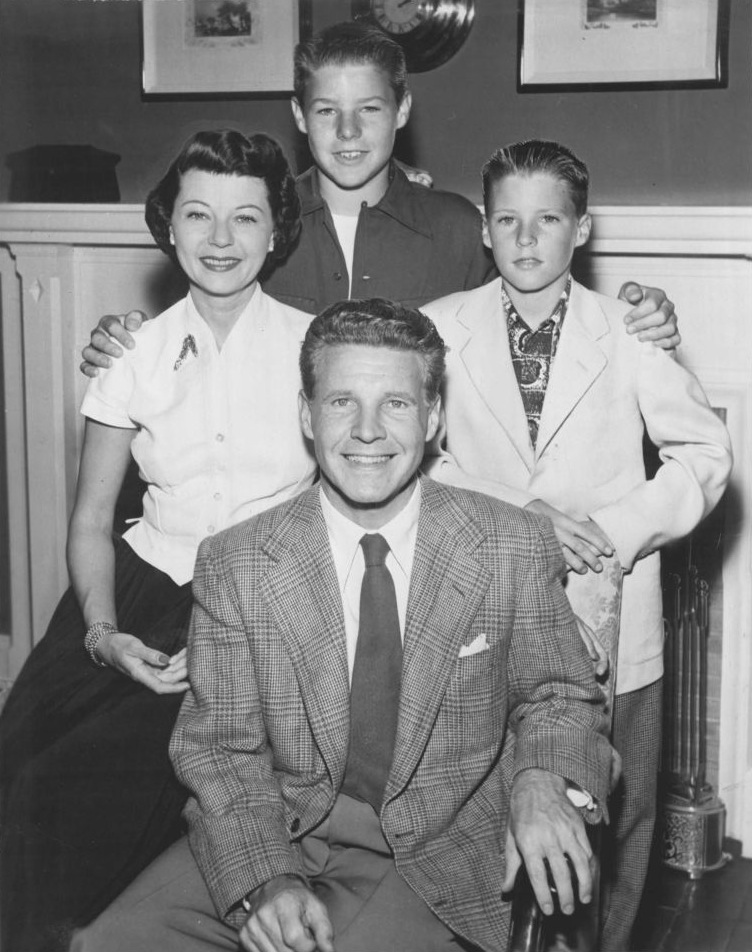
De familie Nelson, met Ricky Nelson (rechts)

## Radio, films en televisie
Met zijn band verscheen Nelson ook in speelfilms en korte films, waarin hij ook echt acteerde en dialogen had, bijvoorbeeld in de musical "Strictly in the Groove" (1942). Ook maakte hij gebruik van de mogelijkheden van de soundie om zijn groep te promoten. In 1941 werd Nelson de bandleider in het radioprogramma The Raleigh Cigarettes Program van de humorist Red Skelton, zijn vrouw Harriet was hierin zangeres en deed met Skelton ook sketches. In 1944 kwam voor het eerst de door hemzelf bedachte en geproduceerde "The Adventures of Ozzie and Harriet" op de radio, een serie over zijn familie waarbij de rollen van zijn zoons David en Ricky tot 1949 door acteurs werden gedaan. Vanaf 1952 kwam dit programma ook op televisie, zodat heel Amerika bijvoorbeeld kon zien hoe de later beroemde zanger Ricky Nelson werd grootgebracht. Aan de serie ging de komische film "Here Come the Nelsons" (1952) vooraf, die dus als een pilot diende. Nelson was de co-producer van de televisieshow en ook de tekstschrijver. De show liep tot 1966, maar had een offshoot in de film "Love and Kisses" (1965), een door Nelson geproduceerde en geschreven film waarin zoon Ricky Nelson en zijn vrouw optreden. In 1973 kreeg de serie op televisie nog een vervolg met "Ozzie's Girls", waarin de kijker kon zien hoe Ozzie de kamers van zijn zoons verhuurde aan twee studentes en hoe hij daarmee omging. De serie telde 24 afleveringen van een half uur en verdween in 1974 van de buis.

## Overlijden
Ozzie Nelson publiceerde in 1973 zijn autobiografie. In de laatste jaren van zijn leven kreeg hij te maken met kwaadaardige tumoren en in 1975 overleed hij op 69-jarige leeftijd aan de gevolgen van leverkanker.
Voor zijn bijdrage aan de Amerikaanse televisie heeft Ozzie Nelson een ster op de Hollywood Walk of Fame (6555 Ocean Boulevard). Bovendien heeft hij er een met zijn vrouw Harriet voor hun bijdragen aan de radio (6260 Hollywood Boulevard).

## Discografie (selectie)
- Ozzie Nelson & His Orchestra - 1937: With Vocals by Eddy Howard & the Trio (radio-opnames), Circle Records, 1994
- Head Over heels in Love (radio-opnames 1937-1942), Hindsight Records, 1995
- The Nelson Touch: 25 Band Hits 1931-1941, ASV/Living Era, 1996
- The Very Best of Ozzie Nelson, Volume 1 (1932-1934) en Volume 2 (1934-1936), Collectables Records, 2002

## Films en televisie (selectie)
als zichzelf:
- Sweetheart of the Campus, 1941
- Strictly in the Groove, 1942
- Honeymoon Lodge, 1943
- Wave-a-Stick Blues, 1944
- The Adventures of Ozzie and Harriet, 1952-1966 (435 afleveringen)

andere rollen:
- People are Funny, 1946
- Fireside Theater, 1956 (tv-aflevering)
- The Impossible Years, 1968
- The Mothers-In-Law, 1968 (tv-aflevering)
- Adam-12, 1971 (tv-aflevering)
- Night Gallery, 1972 (tv-aflevering)